# Maria Maria
Maria Maria ist ein Lied von Carlos Santana und The Product G&B aus dem Jahr 1999.
Maria Maria erreichte in vielen Ländern den ersten Platz der Musikcharts, darunter in den USA, in Deutschland und der Schweiz. Der Titel wurde mit einem Grammy und Platin ausgezeichnet. In der Bestseller-Liste der US Billboard-Charts erreichte Maria Maria Platz 14 und hielt sich in den Vereinigten Staaten zehn Wochen auf dem höchsten Platz.
Geschrieben und komponiert wurde Maria Maria von The Product G&B, Carlos Santana und Wyclef Jean. Executive-Producer ist Clive Davis. Der Titel wurde nach Smooth die zweite Single aus Santanas Album Supernatural.

## Entstehung
Kurz nach deren Gründung schlug Wyclef Jean The Product G&B vor, Maria Maria zusammen mit dem mexikanischen Gitarristen Carlos Santana aufzunehmen. Santana selbst hatte seit den Zeiten von Black Magic Woman und Oye Como Va in den frühen 70ern keine Charthits in Deutschland mehr platzieren können. Die vier produzierten das Lied, das Santanas Comeback einleitete.

## Kommerzieller Erfolg

### Chartplatzierungen
| ChartsChartplatzierungen       | Höchstplatzierung | Wochen |
| ------------------------------ | ----------------- | ------ |
| Deutschland (GfK)              | 1 (22 Wo.)        | 22     |
| Österreich (Ö3)                | 3 (16 Wo.)        | 16     |
| Schweiz (IFPI)                 | 1 (38 Wo.)        | 38     |
| Vereinigte Staaten (Billboard) | 1 (26 Wo.)        | 26     |
| Vereinigtes Königreich (OCC)   | 6 (19 Wo.)        | 19     |

| ChartsJahrescharts (2000)      | Platzierung |
| ------------------------------ | ----------- |
| Deutschland (GfK)              | 7           |
| Österreich (Ö3)                | 39          |
| Schweiz (IFPI)                 | 2           |
| Vereinigte Staaten (Billboard) | 3           |

| ChartsJahrescharts (2000–2009) | Platzierung |
| ------------------------------ | ----------- |
| Vereinigte Staaten (Billboard) | 14          |

### Auszeichnungen für Musikverkäufe
| Land/Region                  | Auszeichnungen für Musikverkäufe (Land/Region, Auszeichnung, Verkäufe) | Verkäufe  |
| ---------------------------- | ---------------------------------------------------------------------- | --------- |
| Belgien (BRMA)               | Platin                                                                 | 50.000    |
| Dänemark (IFPI)              | Gold                                                                   | 45.000    |
| Deutschland (BVMI)           | Platin                                                                 | 500.000   |
| Frankreich (SNEP)            | Platin                                                                 | 500.000   |
| Italien (FIMI)               | Gold                                                                   | 50.000    |
| Neuseeland (RMNZ)            | 2× Platin                                                              | 60.000    |
| Niederlande (NVPI)           | Gold                                                                   | 40.000    |
| Schweden (IFPI)              | Gold                                                                   | 15.000    |
| Schweiz (IFPI)               | Platin                                                                 | 50.000    |
| Vereinigte Staaten (RIAA)    | Platin                                                                 | 1.300.000 |
| Vereinigtes Königreich (BPI) | Platin                                                                 | 600.000   |
| Insgesamt                    | 4× Gold · 8× Platin ·                                                  | 3.210.000 |

Hauptartikel: Carlos Santana/Auszeichnungen für Musikverkäufe